# Javier Bayon
Javier Bayon (Barcelona, 20 de juliol de 1980) és un compositor català de música de cinema. Ha compost gran quantitat de bandes sonores, treballant per directors com Icíar Bollaín, Juanjo Giménez Peña, Kike Maíllo o Darren Lynn Bousman. Com orquestrador, ha treballat per artistes tan importants com Javier Navarrete o Pharrell Williams. Al 2016 va ser guardonat amb un Golden Eye a la categoria Best International Film Composer al XII Festival Internacional de Zuric. Aquest premi reconeix la millor banda sonora composta especialment pel gran esdeveniment, essent interpretada per la Orquesta de la Tonhalle de Zuric. Es varen presentar centenars de compositors de més de 40 països i va tenir una gran repercussió mediàtica.

## Filmografía seleccionada
- 2024 - One Day in Hadsel - Dirigida per Carl Urbini
- 2023 - Robot Dreams - Nominada als premis Óscar 2024[9](músic i productor de la banda sonora)
- 2019 - Te quiero, imbécil[10] - Dirigida per Laura Mañá, amb Quim Gutiérrez, Ernesto Alterio
- 2017 - Dorien[11] (serie TVE1) - amb Macarena Gómez, Eduardo Casanova, Dafne Fernández
- 2017 - Wellcome to Acapulco - amb Michael Madsen
- 2017 - Cuánto. Más allá del dinero - Dirigida per Kike Maíllo
- 2016 - Nightworld - amb Robert Englund
- 2016 - Timecode (orquestador) - Dirigida per Juanjo Giménez Peña
- 2014 - Angelus - Dirigida per Darren Lynn Bousman
- 2014 - L'Altra frontera (orquestrador) amb Ariadna Gil
- 2013 - World of Red Bull (documental - orquestrant per Pharrell Williams)
- 2012 - Hoodwink
- 2004 - Cowboy de mediodía - amb Carlos Lucas

## Premis i reconeixements
- Festival de Cinema de Sitges 2015 New Visions Award / Best Original Score
- Zurich Film Festival Golden Eye / Best International Film Music
- European Cinematography Awards 2017 Jury Prize / Best Original Score
- Huetor Vega Short Film Festival 2015 / Best Music
- Los Angeles Film Awards 2017 LAFA Award / Best Score
- MedFF- Mediterranean Film Festival 2017 MedFF / Best Music Score
- Film Composer challenge award Best Original Score / Achievement in Film composing
- Sonar + D 2016 Best Proposal
- American track music awards 2017 / Best Soundtrack
- Die Seriale Festival 2019 / Nominat Best Soundtrack
- JGA Jerry Goldsmith Awards 2016 / Nominat Best Music for advertisement
- Silver Screen FilmFest 2017 / Nominat Best Original Score
- Hope Film awards 2017 / Nominat Best Soundtrack
- AURORA International Film Festival 2017 / Nominat Best Music score
- Utah Film Festival and awards 2017 / Nominat Best Original Score